# Складна проблема
«Складна проблема» (англ. A Hard Problem) — американська фантастична драма 2021 року, знята режисерським дуетом Hazart; лауреат фестивалю незалежного кіно BendFilm Festival 2021. Рейтинг фільму — 18+. Прем'єра фільму відбулася 20 березня 2021 року на фестивалі Cinequest Film & Creativity Festival; прем'єра в цифровому форматі — 28 березня 2023, в обмежений кінопрокат фільм вийшов 12 грудня 2023 року.

## Сюжет
Сестра Ієна, Ліза, протягом тривалого часу проживала окремо від решти родини. Після смерті матері Ієн зв'язується із сестрою, яка, дізнавшись про трагедію, повідомила, що візьме на себе організацію похорон. Здивованого Ієна не пускають до лікарняної палати матері і навіть на її похорон. Ліза доручає братові єдине завдання: упорядкувати речі матері, розкладаючи їх у коробки.
Тим часом з'являється Олівія, завдяки знайомству з якою хлопець відкриває для себе дещо, що пояснює відчужену поведінку Лізи і назавжди змінює життя Ієна.

## Актори
- Джонні Берхтольд — Ієн
- Катрін Хаена Кім — Олівія
- Дженніфер Гесті — Ліза
- Вікторія Габріелла Платт — Меґ
- Ґевін Воррен — Ян у дитинстві
- Дженніфер Пірс Матус — Мері
- Ріта Ґрей — Джейн
- Джим Ріґсбі — доктор
- Тейси Адамс — Мері